# 177 до н. е.

## Померли
- Марк Клавдій Марцелл (консул 196 року до н. е.):
  - Марк Клавдій Марцелл (лат. Marcus Claudius Marcellus; 236 до н. е. — 177 до н. е.) — політичний та військовий діяч Римської республіки, консул 196 року до н. е., цензор 189 року до н. е.